# Kolonia Ławy
Kolonia Ławy – kolonia wsi Ławy w Polsce położona w województwie mazowieckim, w powiecie ostrołęckim, w gminie Rzekuń.

## Historia
W latach 1921–1939 wieś leżała w województwie białostockim, w powiecie łomżyńskim, w gminie Rzekuń.
Według Powszechnego Spisu Ludności z 1921 roku kolonię zamieszkiwały 94 osoby, 92 były wyznania rzymskokatolickiego, 2 prawosławnego. Jednocześnie 92 mieszkańców zadeklarowało polską przynależność narodową a 2 rosyjską. Było tu 7 budynków mieszkalnych. Miejscowość należała do parafii rzymskokatolickiej w m. Rzekuń. Podlegała pod Sąd Grodzki w Ostrołęce i Okręgowy w Łomży; właściwy urząd pocztowy mieścił się w Rzekuniach.
W wyniku napaści ZSRR na Polskę we wrześniu 1939 miejscowość znalazła się pod okupacją sowiecką. Od czerwca 1941 roku pod okupacją niemiecką. Od 22 lipca 1941 do 1945 włączona w skład Landkreis Scharfenwiese Regierungsbezirk Zichenau (rejencji ciechanowskiej) III Rzeszy.
W latach 1975–1998 miejscowość administracyjnie należała do województwa łomżyńskiego.